# 739
Раннє Середньовіччя. Триває чума Юстиніана. У Східній Римській імперії триває правління Лева III. Більшу частину території Італії займає Лангобардське королівство, деякі області належать Візантії. У Франкському королівстві немає короля при фактичній владі в руках Карла Мартела. Піренейський півострів, окрім Королівства Астурія, у руках маврів. В Англії триває період гептархії. Авари та слов'яни утвердилися на Балканах. Центр Аварського каганату лежить у Паннонії. Існують слов'янські держави: Карантанія та Перше Болгарське царство.
Омеядський халіфат займає Аравійський півострів, Сирію, Палестину, Персію, Єгипет, Північну Африку та Піренейський півострів. У Китаї править династія Тан. Індія роздроблена. У Японії триває період Нара. Хазарський каганат підпорядкував собі кочові народи на великій степовій території між Азовським морем та Аралом. Тюркський каганат доживає останні роки.
На території лісостепової України в VIII столітті виділяють пеньківську й корчацьку археологічні культури. У VIII столітті тривало швидке розселення слов'ян. У Північному Причорномор'ї співіснують різні кочові племена, зокрема булгари, хозари, алани, авари, тюрки, кримські готи.

## Події
- Франкський мажордом Карл Мартел відбив у маврів Прованс.
- Лангобардський король Лютпранд захопив Сполето. Тразімунд II Сполетський утік у Рим до папи Григорія III. Лютпранд підступив до Рима і, оскільки папа відмовлявся видати Тразімунда, взяв кілька міст у Емілії. Папа звернувся за допомогою до Карла Мартела, але той промовчав.
- У Марокко розпочалося повстання хариджитів проти Омеядського халіфату.
- Королівство Астурія очолив Альфонсо I.
- Візантійський василевс Лев III Ісавр розбив арабів, які вторглися в Малу Азію, в битві під Акороїноном.
- Араби придушили повстання в Согдіані.
- Повстання коптів на півдні Єгипту придушене, але це лише одне з низки повстань, що триватимуть до 773 року.